# Leny Yoro
Leny  Yoro (Saint-Maurice, Val-de-Marne, 2005. november 13. –) francia utánpótlás-válogatott labdarúgóhátvéd, az angol első osztályban szereplő Manchester United játékosa. Európa egyik legjobb hátvéd-tehetségének tekintik.
A Lille akadémiáján nevelkedett, gyerekként csatlakozott a csapathoz és a klub történetének egyik legfiatalabb játékosa lett 2022 májusában, mikor 16 évesen, hat hónaposan és egy naposan bemutatkozott a Ligue 1-ban. Már második szezonjában kulcsfontosságú szerepet játszott a csapatban, amit követően 2024 nyarán 52,2 millió fontért leszerződtette a Manchester United, amivel minden idők legdrágább legfeljebb 18 éves játékosa lett.
Franciaországot U17-es, U18-as, U18-es, U21-es és U23-as szinten is képviselte.

## Fiatalkora és magánélete
2005. november 13-án született Alain Yoro és Flore Baugnies gyermekeként Saint-Maurice községben. Nevét Lenny Kravitz amerikai zenészről kapta. Három öccse van: Romeo (2009/2010–), Eden (2011/2012–) és Esteban (2013–). Szülei Esteban megszületése után elváltak, amelyet követően a négy gyerek hat hónapra Bormes-les-Mimosas községbe költözött anyjukkal. Alfortville-ben nőtt fel, a család Lille-be költözése után a helyi csapat akadémiáján járt iskolába, vezetéstudományban végezte a középiskolát. Egészen Manchesterbe szerződéséig családjával élt lakásukban Lille külvárosában.
Keresztény, több vallásával kapcsolatos tetoválása is van. Annak ellenére, hogy már nagyon fiatalon focizni kezdett, a fiatal Yoro nem volt egy francia klubcsapat rajongója se az ország válogatottján kívül, példaképei se voltak a sportban. Anyja elmondása szerint sokkal inkább hobbiként kezelte a sportot, soha nem gondolta, hogy hivatása lesz.

## Pályafutása

### Klubcsapatokban

#### Utánpótlás évek
Alfortville-ben kezdett el játszani öt évesen, az Alfortville csapatában. Innen egy évvel később elköltözött a család, Lille környékére. Ezt követően 2017-ig Villeneuve-d’Ascq-ban játszott, mielőtt leszerződtette a Lille akadémiája, miután edzője, Robert Dervaux meghívta a csapat egyik tehetségkutatóját, hogy nézze meg a játékost. A pályán kívül nagyon csendes volt, de amint elkezdett játszani, vezéregyéniség lett. 15 éves korában behívták a Lille U19-es csapatának egyik UEFA Ifjúsági Liga-mérkőzésére egy sérülés következtében, amely nagy fordulópont lett pályafutásában.

#### Lille

##### 2022–2023: debütálása
2022-ben mutatkozott be a Lille utánpótlás csapatában és január 10-én már alá is írta első profi szerződését a csapattal. 2022. május 14-én mutatkozott be az első csapatban, a Nice elleni 3–1-es győzelem során. 16 évesen, hat hónaposan és egy naposan a második legfiatalabb Lille-játékos lett, Joël Depraeter-Henry után, megelőzve Eden Hazard-t. Augusztusban 2025 júniusáig meghosszabbította szerződését.
A következő szezonban a felnőtt csapat tagja lett, mezszáma a 15 volt. Szeptember 17-én játszott először kezdőként, a Toulouse elleni 2–1-es győzelem során. A csapat edzője, Paulo Fonseca azt nyilatkozta, hogy: „Leny megérdemelte, hogy kezdjen, azt tekintve ahogy a csapattal dolgozott. Megérdemelte, hogy legyen egy lehetősége. Jó meccse volt. Egy 16 évesként kiemelkedő teljesítmény volt.” A negyedik középhátvéd volt José Fonte, Tiago Djaló és Alexsandro mögött, a szezont 13 pályára lépéssel zárta a bajnokságban, amiből nyolcat kezdőként játszott, összesen több, mint 750 percet.

##### 2023–2024: áttörése

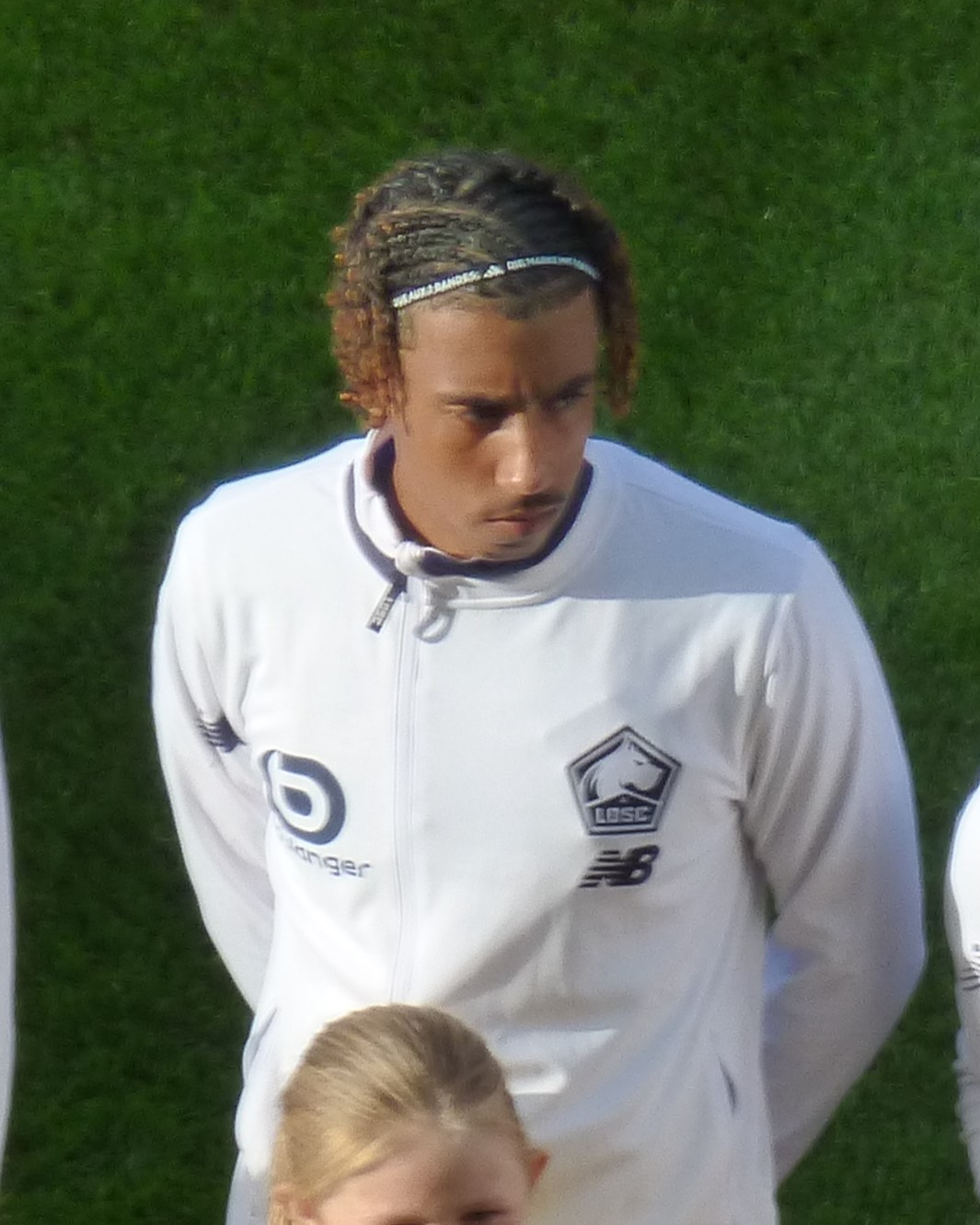
2023-ban a Lille egyik mérkőzése előtt

Második teljes szezonjában kezdő lett a csapat jobboldali középhátvédjeként, 34 bajnokiból csak kettőt hagyott ki. 3690 lejátszott perce a második legtöbb volt a ligában. 2023. augusztus 24-én szerezte meg első gólját, a Rijeka elleni UEFA Konferencia Liga-győzelem során. Egy hónappal később talált be először a bajnokságban, a Stade Rennais elleni 2–2-es mérkőzésen. Hazai pályán 2023. november 12-én talált be először, a Toulouse FC ellen fejjel. 2024 áprilisában minden percét lejátszotta az Aston Villa elleni UEFA Konferencia Liga-negyeddöntőknek, a Lille tizenegyesekkel kapott ki. Csapata a negyedik helyen zárta a szezont, az UEFA-bajnokok ligájába jutott a Lille.
A szezon végén jelölték A szezon fiatal játékosa díjra a bajnokságban, és helyet kapott a szezon csapatában. A világ egyik legjobb fiatal tehetségének, és a jövő egyik világklasszis középhátvédjének tekintették, a díjátadón azt nyilatkozta, hogy „Egy gyermekkori álmom vált valóra. Egy nagyon jó szezont zártunk le a rajongókkal, a stábbal és a csapattal, ami hihetetlen volt. Nagyon megtisztelő, hogy ennyi figyelmet kapok. Labdarúgóként ezt lehet kicsit várni. Tudjuk, hogy a teljesítményeinket kielemzik. Ha sok figyelem irányul rám, az egy pozitívum, nem befolyásolja hogyan játszom a pályán. Úgy játszom, ahogy mindig is játszottam, nem számít ki néz vagy ki fog nézni.”

#### Manchester United
2024. július 18-án 5+1 éves szerződést írt alá a Manchester United csapatával. Leigazolásában érdekelt volt a Real Madrid, a Paris Saint-Germain és a Liverpool is. Manchesterbe szerződésével a legdrágább legfeljebb 18 éves játékos lett. Azt követően, hogy hónapokat töltött egy sérülésből való felépüléssel, amit még a felkészülési időszakban szerzett az Arsenal ellen, 2024. december 4-én mutatkozott be a csapatban, a cserepadon kezdve a londoniak ellen. 2025. április 10-én szerezte meg első gólját a csapatban, az Olympique Lyonnais elleni negyeddöntő első mérkőzésén. Május 21-én a második legfiatalabb játékos lett a United történetében, aki kezdőként játszott egy európai kupasorozat döntőjében, Brian Kidd után (1968).

### A válogatottban
Több francia utánpótlás-válogatott tagja is volt, 2024-ben szerepelt az olimpiára meghívott előzetes csapatban, bár a végső keretben nem kapott helyet a 2024–2025-ös UEFA-bajnokok ligája selejtezői miatt.

## Statisztika
Frissítve: 2025. április 10.
| Csapat            | Szezon           | Bajnokság              | Bajnokság | Bajnokság | Kupa | Kupa  | Ligakupa | Ligakupa | Nemzetközi | Nemzetközi | Egyéb | Egyéb | Összesen | Összesen |
| Csapat            | Szezon           | Osztály                | P.        | Gólok     | P.   | Gólok | P.       | Gólok    | P.         | Gólok      | P.    | Gólok | P.       | Gólok    |
| ----------------- | ---------------- | ---------------------- | --------- | --------- | ---- | ----- | -------- | -------- | ---------- | ---------- | ----- | ----- | -------- | -------- |
| Lille B           | 2021–2022        | Championnat National 3 | 9         | 0         | —    | —     | —        | —        | —          | —          | —     | —     | 9        | 0        |
| Lille B           | 2022–2023        | Championnat National 3 | 4         | 0         | —    | —     | —        | —        | —          | —          | —     | —     | 4        | 0        |
| Lille B           | Összesen         | Összesen               | 13        | 0         | —    | —     | —        | —        | —          | —          | —     | —     | 13       | 0        |
| Lille             | 2021–2022        | Ligue 1                | 1         | 0         | 0    | 0     | —        | —        | 0          | 0          | —     | —     | 1        | 0        |
| Lille             | 2022–2023        | Ligue 1                | 13        | 0         | 2    | 0     | —        | —        | —          | —          | —     | —     | 15       | 0        |
| Lille             | 2023–2024        | Ligue 1                | 32        | 2         | 3    | 0     | —        | —        | 9          | 1          | —     | —     | 44       | 3        |
| Lille             | Összesen         | Összesen               | 46        | 2         | 5    | 0     | —        | —        | 9          | 1          | —     | —     | 60       | 3        |
| Manchester United | 2024–2025        | Premier League         | 16        | 0         | 3    | 0     | 1        | 0        | 4          | 1          | 0     | 0     | 24       | 1        |
| Manchester United | Összesen         | Összesen               | 16        | 0         | 3    | 0     | 1        | 0        | 4          | 1          | 0     | 0     | 24       | 1        |
| Karrier összesen  | Karrier összesen | Karrier összesen       | 75        | 2         | 8    | 0     | 1        | 0        | 12         | 1          | 0     | 0     | 97       | 4        |

1. ↑  Pályára lépések az UEFA Konferencia Ligában
2. ↑  Pályára lépések az Európa-ligában

## Sikerek és díjak
Egyéni
- Ligue 1 – Az év csapata: 2023–2024[29]